# San Marcello al Corso
San Marcello (lat.: Sancti Marcelli), auch San Marcello al Corso ist eine Kirche in Rom. Sie ist Klosterkirche der Serviten und Titelkirche der römisch-katholischen Kirche, außerdem Stationskirche für die Fastenzeit.

## Lage
Die Kirche liegt im II. römischen Rione Trevi an der Piazza di San Marcello, einem kleinen Platz unmittelbar an der Via del Corso, etwa 250 Meter nördlich der Piazza Venezia.

## Geschichte und Baugeschichte

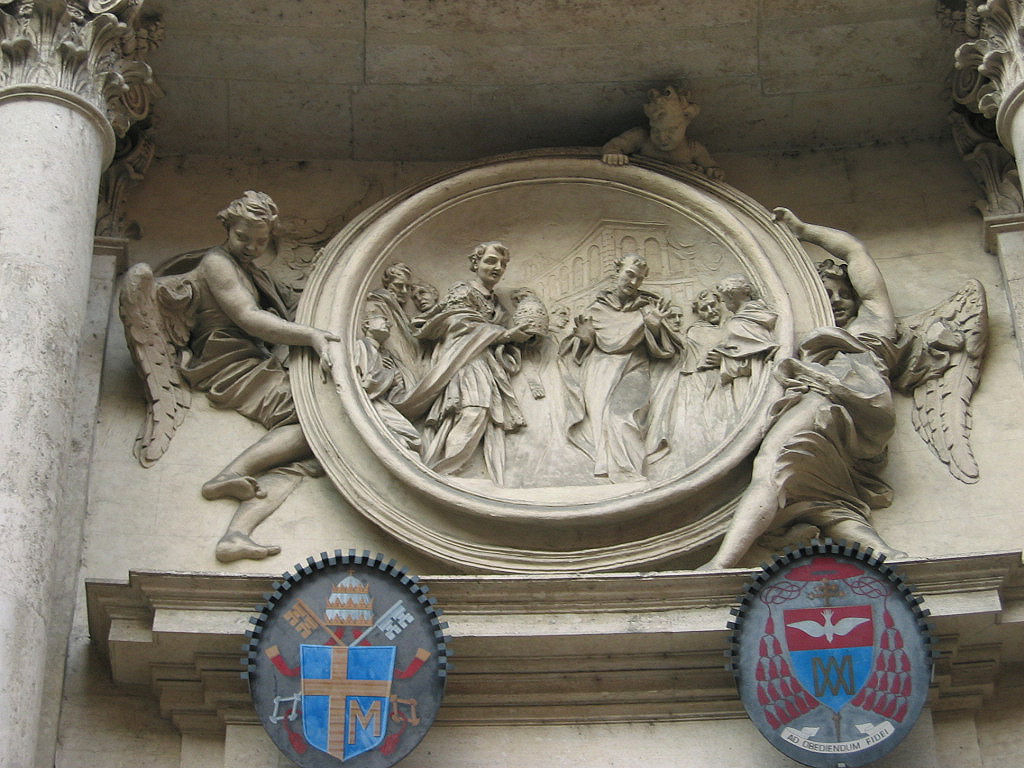
Relief von Antonio Raggi (1683) über dem Portal: Zurückweisung der Papstwürde durch Philipp Benizi

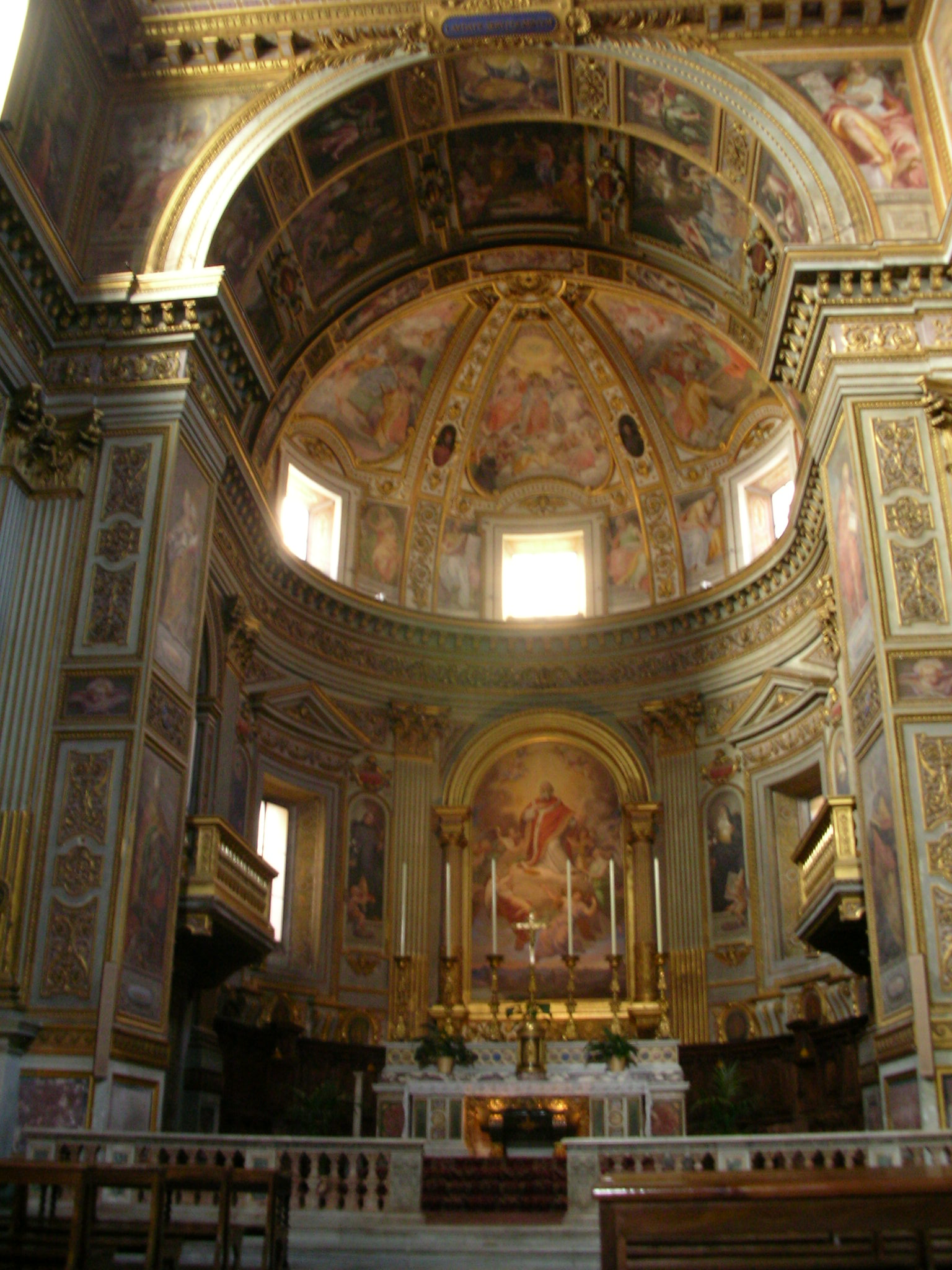
Blick auf den Hauptaltar

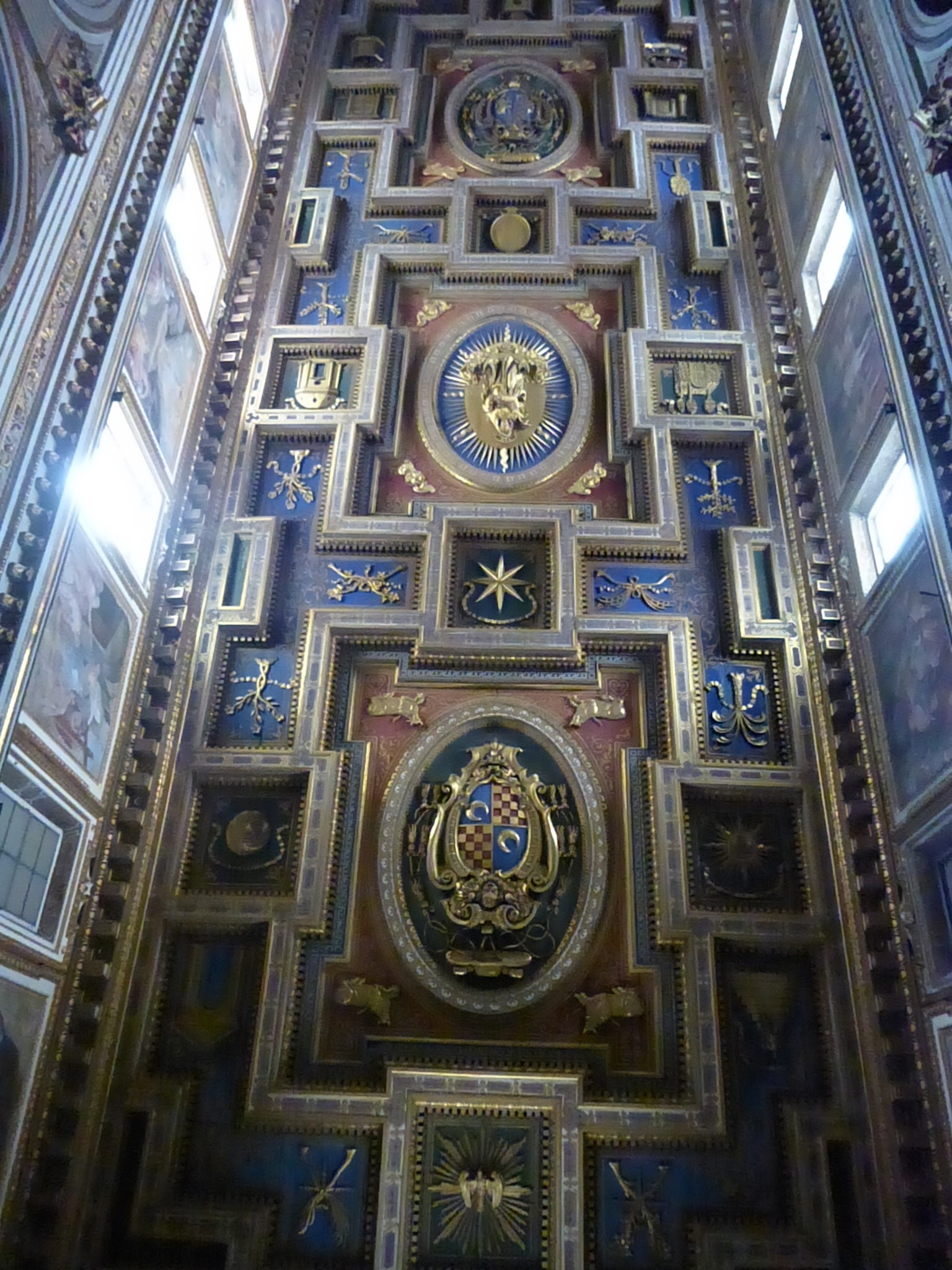
Kassettendecke

Nach legendärer Überlieferung soll sich das Patrozinium auf Marcellus I. beziehen, der 308–309 Bischof von Rom war und von dem im Liber Pontificalis berichtet wird, er habe in Rom 25 Pfarrbezirke eingerichtet, weshalb er von Kaiser Maxentius zur Zwangsarbeit verurteilt worden sei. Nach seiner Befreiung habe man ihn im Haus der römischen Matrone Lucina versteckt, wo er aber bis zu seinem Tod im Keller als Gefangener hätte arbeiten müssen. Lucina soll seine Beisetzung in der Katakombe der Priscilla veranlasst und ihr Haus der christlichen Gemeinde geschenkt haben. Bei diesem Haus könnte es sich um den spätantiken Bau handeln, in dem nach den schriftlichen Quellen bereits 418 eine als domus ecclesia bezeichnete Hauskirche bestanden hat. Für die Folgezeit sind dann die Namen titulus Marcelli (499) und titulus sancti Marcelli (595) bezeugt. Hugo Brandenburg nimmt an, dass der titulus Marcelli bereits an der Wende zum 5. Jahrhundert bestanden hat und dass die Auswahl dieses Ortes für eine Bischofswahl im Jahr 418 auf die damalige Bedeutung des titulus Marcelli schließen lässt. Seinen Untersuchungen zufolge handelt es sich bei der frühchristliche Kirche des 5. Jahrhunderts um eine dreischiffige Halle (ca. 50 × 25 m) auf neuen Fundamenten mit einer im Westen gelegenen halbrunden Apsis, die von dem spätantiken Empfangssaal eines Vorgängerbaus hatte übernommen werden können.
Außer Fragmenten einer Wandmalerei des 5. Jahrhunderts haben sich die Grundmauern eines Baptisteriums aus dem 5. Jahrhundert erhalten, das sich nördlich des damaligen Kircheneingangs befunden hat. Der unregelmäßig zugeschnittene Raum (ca. 7,2 × 6,8 m) liegt etwa 6 Meter unter dem heutigen Bodenniveau (kann besichtigt werden). Der aus Ziegeln gemauerte Taufbrunnen (ca. 4 m breit und 1,2 m tief) ist mit Marmorplatten ausgelegt. Die Basilika des 5. Jahrhunderts wurde im 7. Jahrhundert unter Papst Hadrian I. (772–795) restauriert. Gegen Ende des 8. Jahrhunderts überführte man die Reliquien des hl. Marcellus aus der Priscillakatakombe in seine Titelkirche. In der zweiten Hälfte des 12. Jahrhunderts wurde der Neubau einer dreischiffigen Säulenbasilika mit Atrium und Campanile, Querhaus und halbrunder Apsis (wie bisher im Westen) errichtet. Die Außenmauern der frühchristlichen Kirche wurden beibehalten, das Bodenniveau erhöht. Reste der Westfassade des Querhauses haben sich erhalten und sind zu beiden Seiten der heutigen Westfassade noch sichtbar.
Weil bei einem Brand 1519 nur die Umfassungsmauern der Basilika stehengeblieben waren, wurde zunächst die ebenfalls erhalten gebliebene alte Apsis niedergelegt und anschließend nach den Plänen von Jacopo Sansovino der Neubau einer barocken Saalkirche errichtet, der allerdings wegen der politischen Unruhen von 1527 (Sacco di Roma) erst 1597 unter Antonio da Sangallo d. J. vollendet wurde. Durch Abriss der alten Apsis im Westen konnte die neue Apsis in den Ostteil des Neubaus verlegt werden, um die neue Kirche von der Hauptstraße (Via del Corso) aus zugänglich zu machen. Die von Carlo Fontana geplante Fassade wurde erst 1683 vollendet.

## Grundstruktur
Die Kirche stellt sich heute dar als einschiffiger Saalbau mit flacher Kassettendecke. Anstelle der früheren Seitenschiffe hat sie heute je fünf Seitenkapellen, die sich zum Kirchenschiff hin öffnen. Vorbild dafür kann SS. Annunziata in Florenz gewesen sein.

## Fassade
Die Fassade der Kirche folgt dem „klassischen“ Schema des römischen Hochbarock: Sie besteht aus einem breiteren Untergeschoss mit Mittelrisalit und einem schmaleren Obergeschoss, das durch geschwungene Voluten flankiert wird. Die Fassade hat eine konkave Kurvatur, ihr Grundriss bildet ein Kreissegment. Diese Eigenschaft stellt eine Neuerung in der barocken Fassadengestaltung dar und hat Vorläufer bei Gianlorenzo Bernini, Francesco Borromini und Pietro da Cortona. Das untere Geschoss ist gegliedert durch gestaffelte Säulen kompositer Ordnung. Beiderseits des Portals stehen vorgezogene Doppelsäulen, die einen gesprengten Segmentbogen tragen; in der Wandschicht dahinter rahmen zwei einzelne Vollsäulen den Mittelrisalit; die beiden seitlichen Wandabschnitte sind von Pilastern und Statuennischen gegliedert; die Statuen stammen von Francesco Cavallini. Das von zwei Engeln in der Schwebe gehaltene Relief-Medaillon über dem Portal stammt von Antonio Raggi; es stellt die Zurückweisung der Papstwürde durch Philipp Benizi dar. Der leere Rahmen im gesprengten Giebel über dem Portal sollte ursprünglich ebenfalls ein Relief aufnehmen. Das Obergeschoss der Fassade wiederholt die Gliederung des Untergeschosses in Form einer flachen kompositen Pilasterordnung; nur die rahmenden Elemente sind als Säulen ausgebildet. Bemerkenswert und für Rom sehr ungewöhnlich ist, dass die zu den seitlichen Fassadenabschnitten überleitenden Voluten mit Palmzweigen (Attribut der Märtyrer) geschmückt sind. Ein einfacher, aber plastisch konturierter, einmal verkröpfter Dreiecksgiebel schließt die Fassade nach oben ab. Die architektonische Komposition lehnt sich an die Fassade von SS. Vincenzo ed Anastasio bei der Fontana di Trevi an, die von Martino Longhi d. J. entworfen wurde. Die Fassade von San Marcello inspirierte zahlreiche Nachfolgebauten, z. B. die von Francesco De Sanctis entworfene Hauptfassade der römischen Kirche Santissima Trinità dei Pellegrini (1722/23), die von Guarini geschaffene Fassade der Turiner Kirche San Filippo Neri und wohl auch die Architekten der Westfassade des Neumünsters in Würzburg (1711 bis 1716).

## Inneres

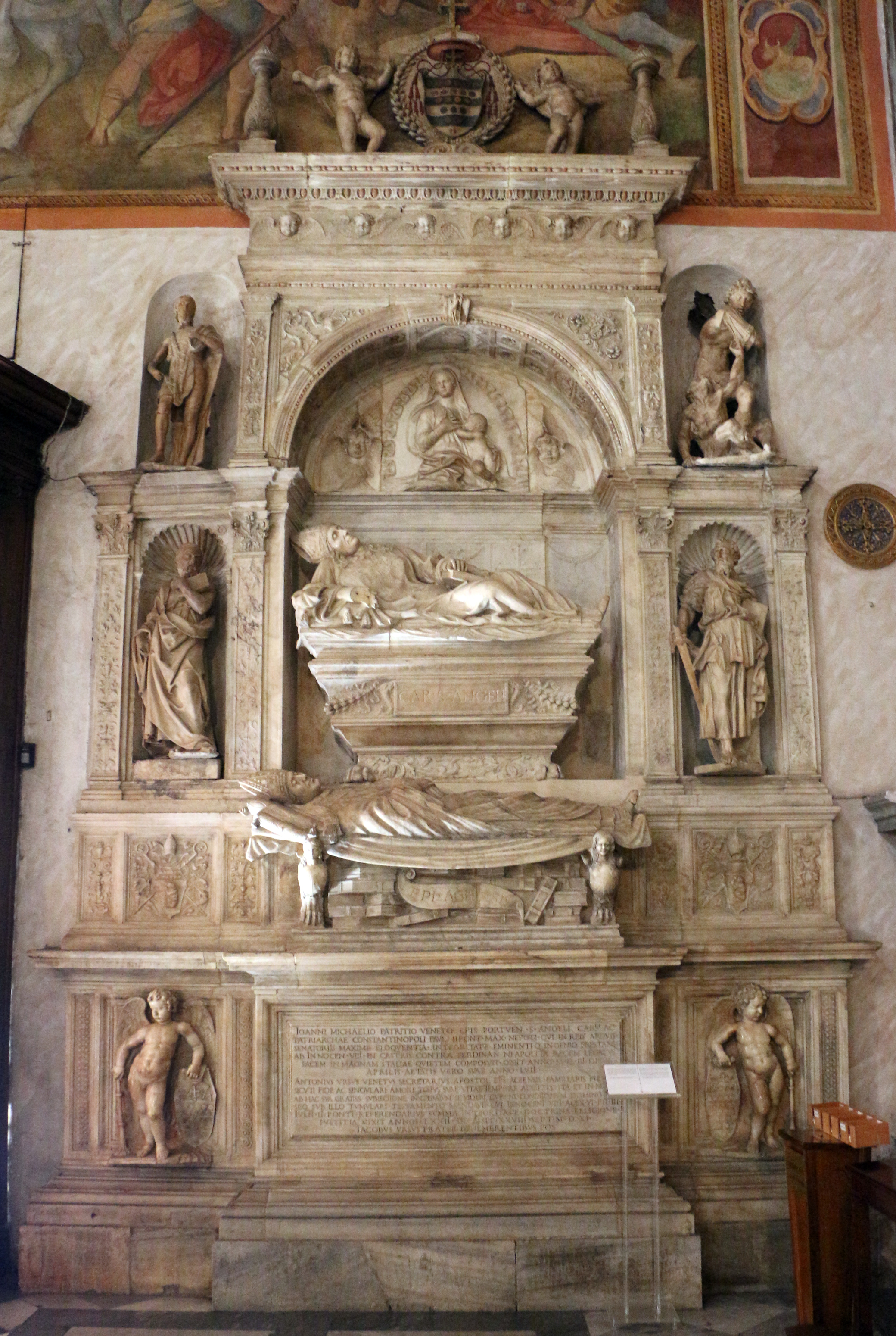
Doppelgrabmal von Jacopo Sansovino, um 1519

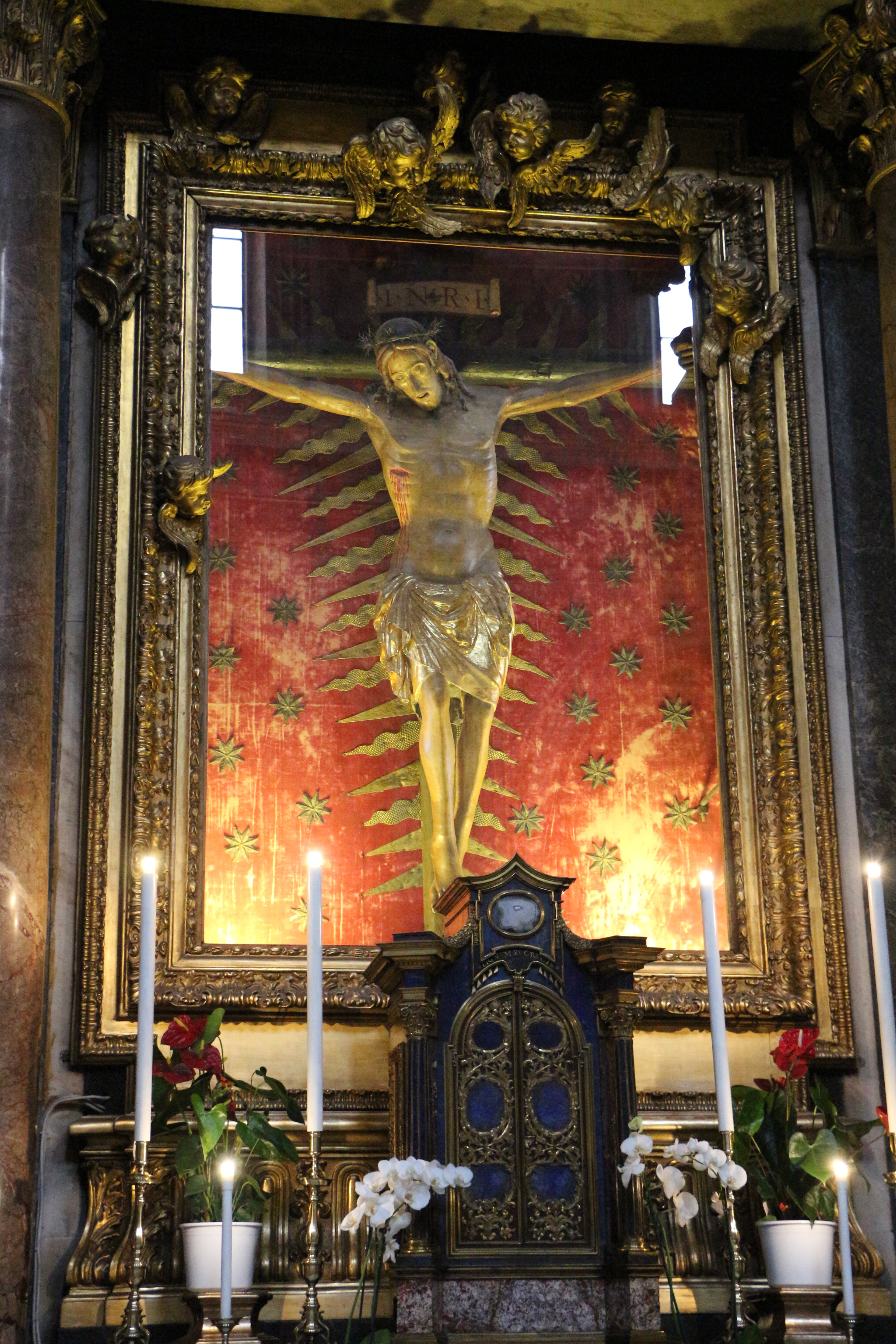
Hölzernes Kruzifix aus dem 15. Jahrh.

Ein breiter Triumphbogen trennt die Apsis vom Hauptschiff. Die Kassettendecke stammt aus dem späten 16. Jahrhundert. Das Dekor der Kirche ist in den üblichen Formen des römischen Barock gehalten sowie reich bemalt und mit vergoldeten Stuckaturen versehen. Über dem Portal an der Innenwand befindet sich eine große Kreuzigung, geschaffen 1613 von Giovanni Battista Ricci. Links vom Eingang ist ein Doppelgrabmal von Jacopo Sansovino, geschaffen um 1519 für Antonio Orso und Kardinal Giovanni Michiel, eines Neffen von Papst Paul II.

### Dritte Kapelle rechts
Das Grabmal von Bischof Matteo Grifoni († 1567) eines toskanischen Künstlers soll von Michelangelo beeinflusst worden sein.

### Vierte Kapelle rechts
In dieser Kapelle hängt ein hölzernes Kruzifix, das aus dem Vorgängerbau stammt und den Brand von 1519 überstanden hat. Im Pestjahr 1522 war es 16 Tage lang in Prozessionen durch die Stadt Rom getragen worden und wird daher auch als Pestkreuz bezeichnet. Im März 2020 machte Papst Franziskus während der COVID-19-Pandemie eine Wallfahrt zu dem Kreuz und ließ es dann in den Vatikan bringen. Es stand bei der außerordentlichen Spendung des Segens Urbi et Orbi vor dem Petersdom und wurde bei der Kreuzverehrung in der Karfreitagsliturgie 2020 im Petersdom verehrt.
Die Fresken in dieser Kapelle, die Perino del Vaga begonnen hatte und deren Ausführung durch den Sacco di Roma 1527 unterbrochen worden war, sind dann von Daniele da Volterra und Pellegrino Tibaldi vollendet worden.

### Vierte Kapelle links
In der Kapelle befinden sich Fresken von Taddeo Zuccari. Sein Bruder Federico Zuccari schuf 1558 das Altargemälde Bekehrung des Hl. Paulus. Außerdem sind in der Kapelle die Büsten von einigen der hier bestatteten Mitgliedern der Familie Frangipani.

### Sakristei
In der Sakristei hängt ein Gemälde mit einer Kreuzigungsszene, das vereinzelt Anthonis van Dyck zugeschrieben worden ist.

## Kardinalpriester
- Liste der Kardinalpriester von San Marcello